# Hrádek nad Olší
Hrádek nad Olší je název pro dvojici lokalit zaniklých hradů v obci Hrádek v okrese Frýdek-Místek, nad řekou Olše.

## Lokalita Zamčiska
První hrad stával na pravém břehu Olše asi 300 metrů na západ od železniční tratě spojující Těšín se Žilinou, v jižní části obce. Do současnosti se po ní dochovaly zbytky středověké fortifikace, která je místními nazývána Zumčisko. Jeho funkcí pravděpodobně bylo střežit obchodní stezku z Horních Uher přes Jablunkovský průsmyk do Slezska.
Objekt je na jihu ohraničen bezejmenným potokem, jenž se na jihovýchodě vlévá do Olše. Od okolního terénu (dnes louky) je hrad oddělen čtvrtkruhovým příkopem, který vede od severovýchodu až právě k onomu bezejmennému potoku. Průměrná šířka příkopu dosahuje 10 metrů, hloubka se pohybuje mezi 4 až 6 metry. Před ním býval asi 1 metr vysoký a 4 metry široký val, dnes na třech místech přerušený. Vlastní jádro hradu o současných rozměrech 26 × 40 m je na západě narušeno erozí. Část jádra je vyvýšeno, takže budí dojem okružního valu, jenž se snad nacházel nad příkopem. V blízkosti tohoto vyvýšeného místa se nachází blíže neznámá nerovnost o rozměrech 13 × 12 metrů, která spolu s obdobnou nerovností více na sever (rozměry 4 × 4 metry) snad zbyla po centrální, nejspíše věžovité, budově u vstupu do fortifikace. Je ovšem také možné, že v případě druhé budovy se jednalo o strážnici. V tom případě by se vstup nacházel  na západní straně objektu.
Dnes je pozemek, na němž hrad stál, v soukromém vlastnictví.

## Lokalita Belko

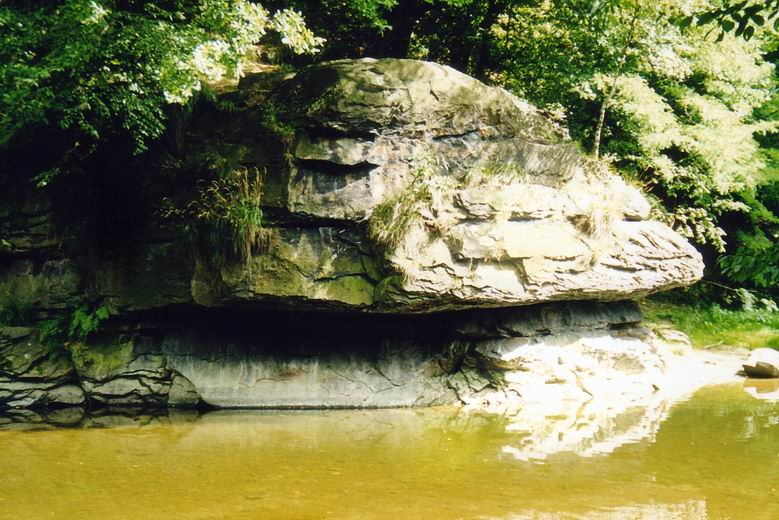
Skála Belko v Hrádku (okres Frýdek-Místek)

Druhý hrad stával v severozápadní části obce asi 200 metrů od silnice, která spojuje Český Těšín s Čadcou. Asi 150 metrů na jihozápad od bývalého hradu stojí benzínová čerpací stanice.
Lokalita se nachází na ostrohu nad řekou Olší, jejíž tok vede po jeho západní straně, a bezejmenným potokem tekoucím od jihovýchodu, takže chrání severovýchodní stranu lokality. Na severu se pak vlévá do Olše. Vlastní hradní objekt odděloval od zbytku ostrohu nejspíše čtvrtkruhový příkop, v současné době výrazně porušený a na jeho místě dnes najdeme rodinný dům s kůlnou. Podle dochovaných zbytků se dá říci, že byl minimálně 12 metrů široký, hloubka se z důvodu pozdější zavážky již rekonstruovat nedá. Součástí obrany hradu byl také val, jehož zbytky směřují od rodinného domu na sever nad místní komunikací.
Jádro hradu bylo nepravidelného, podlouhlého trojúhelníkového, půdorysu. Podle dochovaného katastrálního záznamu z 19. století víme, že původně mělo jádro hradu oválný tvar. Celková délka objektu dosahuje 70 metrů, šířka pak 40 metrů. Ve střední části západní strany vybíhá nad Olši výběžek o rozměrech 7 × 7 metrů, zakončený skaliskem. Plocha mezi výběžkem a severní částí lokality je dnes sesunuta v Olši. Na východě jižní části jádra je lokalita vyoblená a pod ní se nachází zbytky terásky. Z důvodu pozdějšího využití místa k zemědělským účelům  nejsou další terénní stopy patrné. Stopy po zástavbě nejsou vůbec patrny. Je možné, že kámen z původních staveb, byl později využit do podezdívky současného rodinného domu.
Možnou souvislost s první lokalitou se dosud nepodařilo potvrdit, ani vyloučit.